# خیابان پائولیستا
خیابان پائولیستا (به پرتغالی: Avenida Paulista) خیابانی مهم در سائوپائولو و معروف‌ترین خیابان این شهر است که مرکز اصلی مالی آن نیز به‌شمار می‌آید.

## نگارخانه

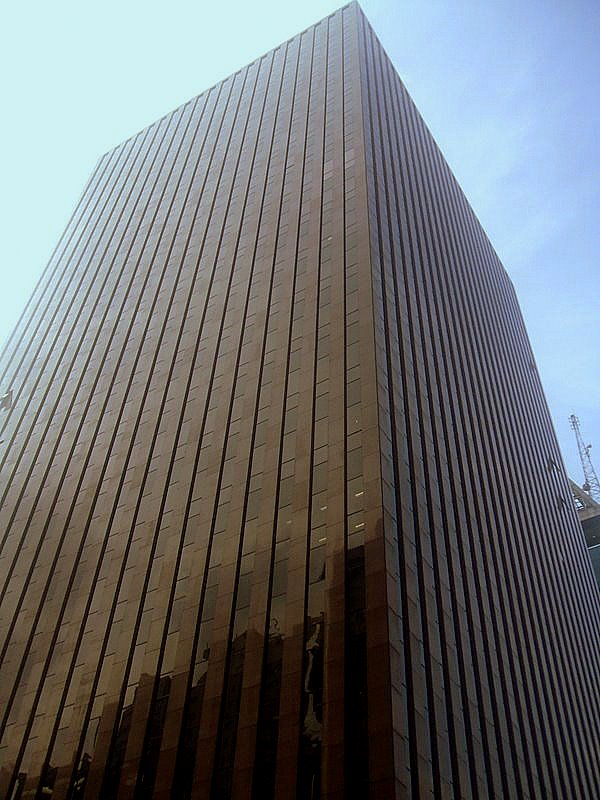
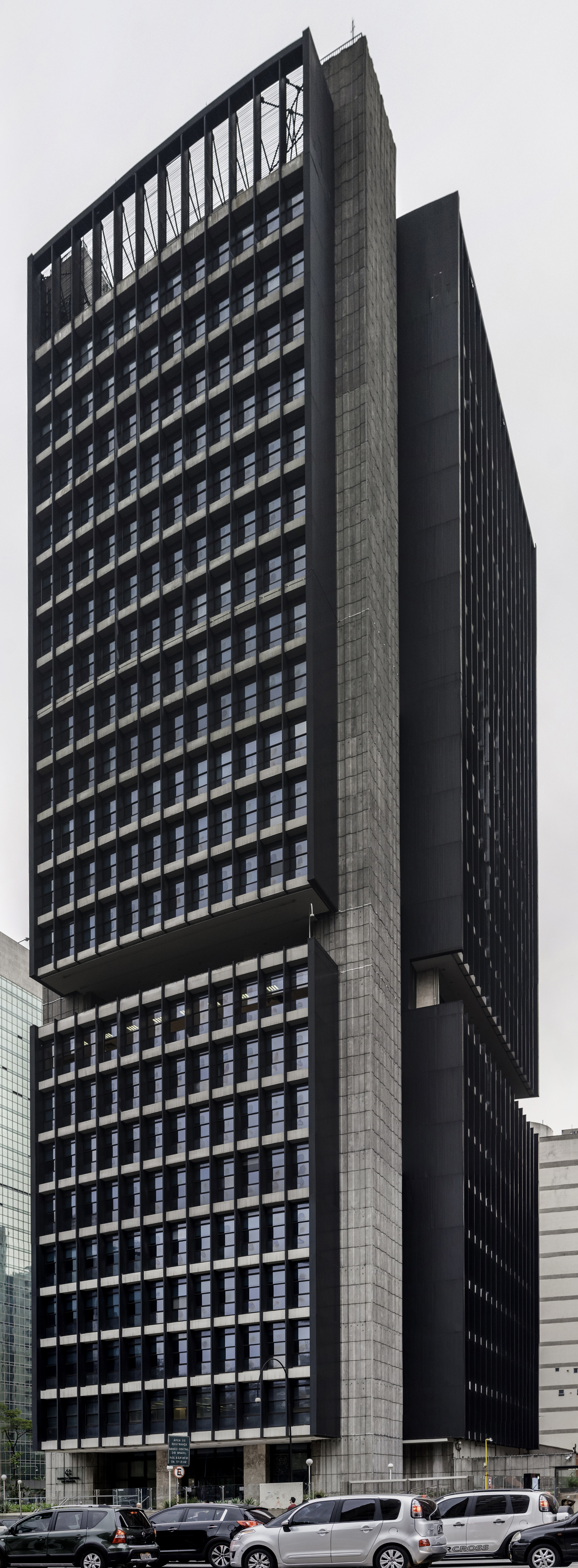
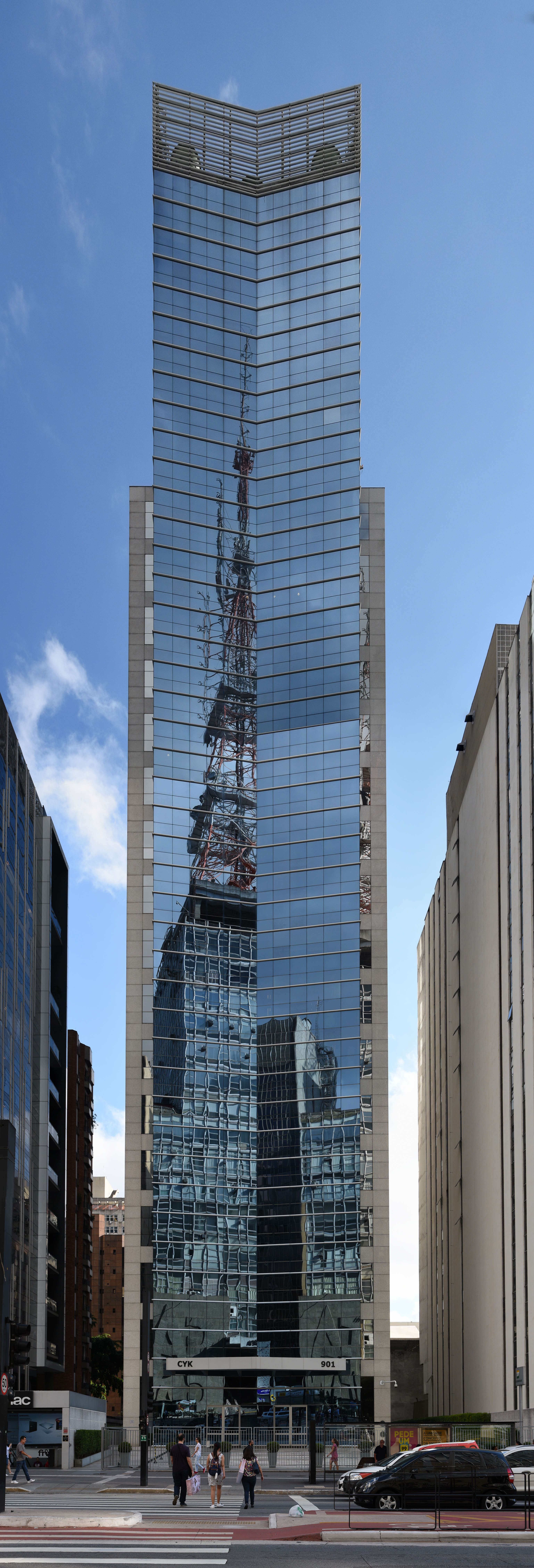
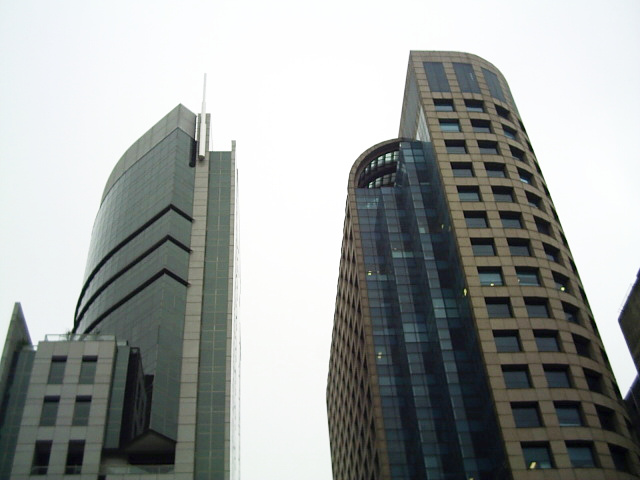
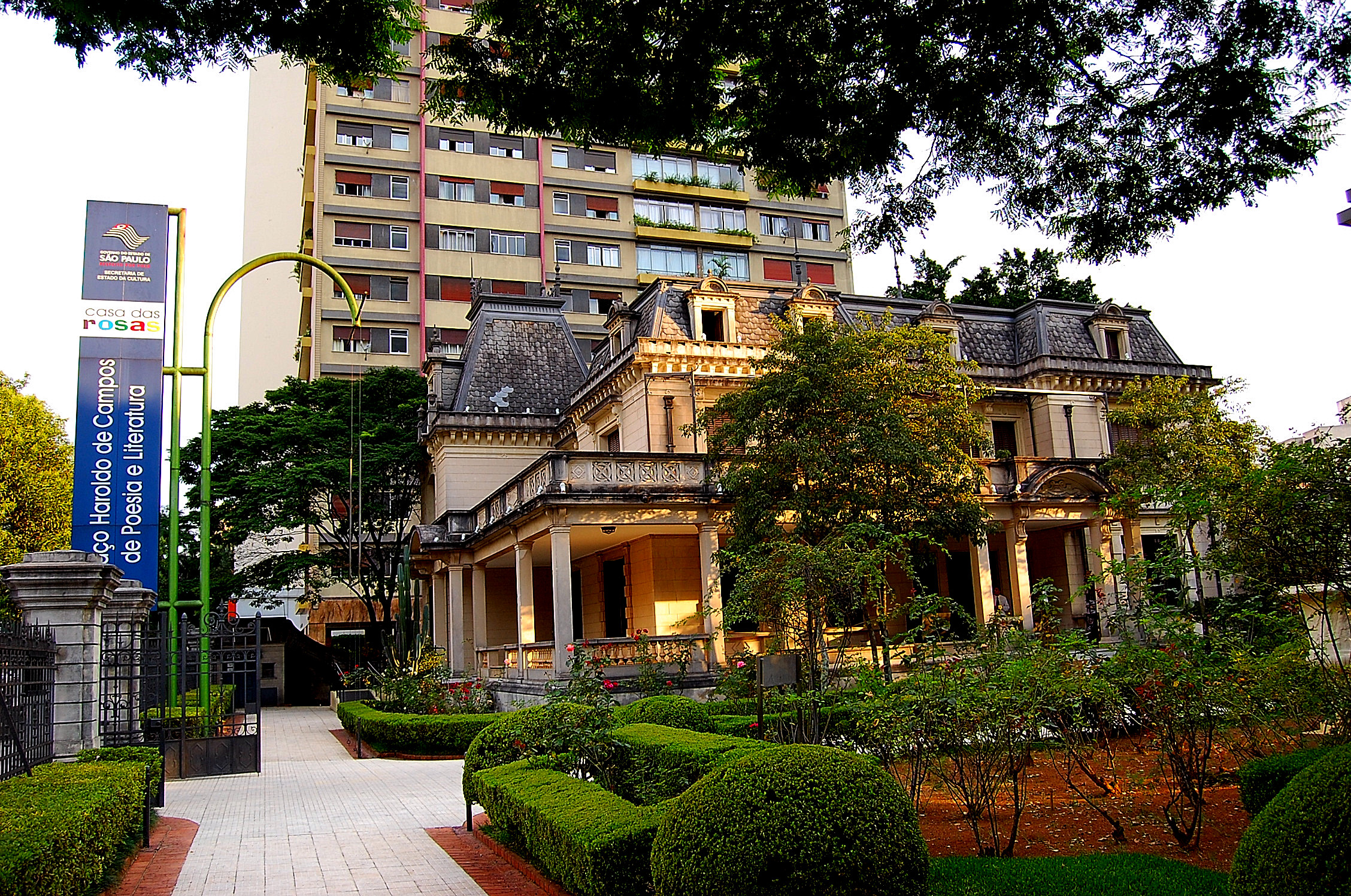
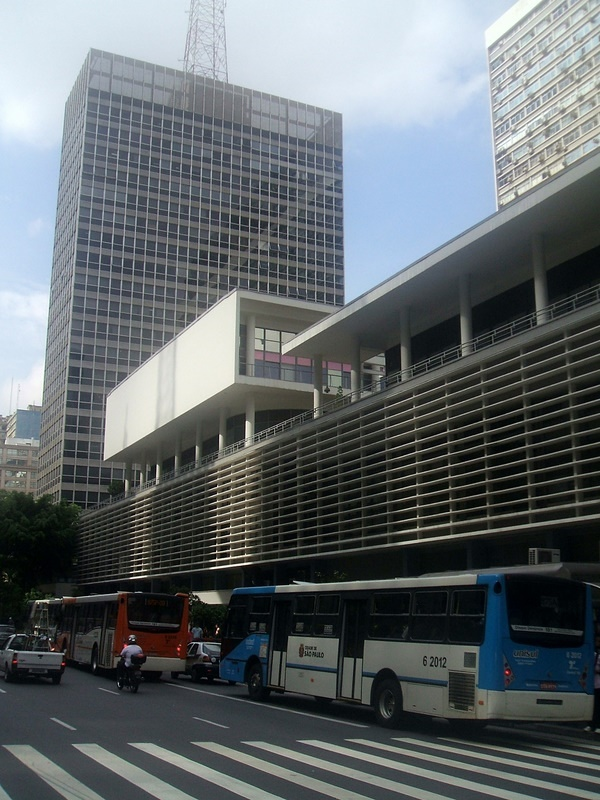
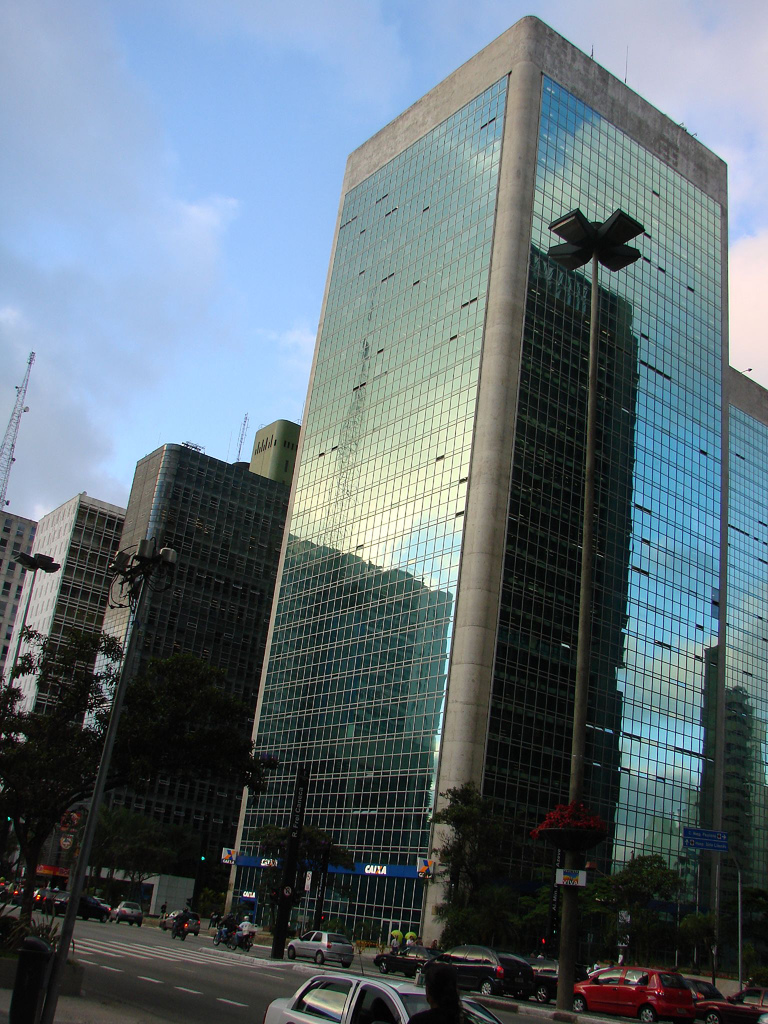
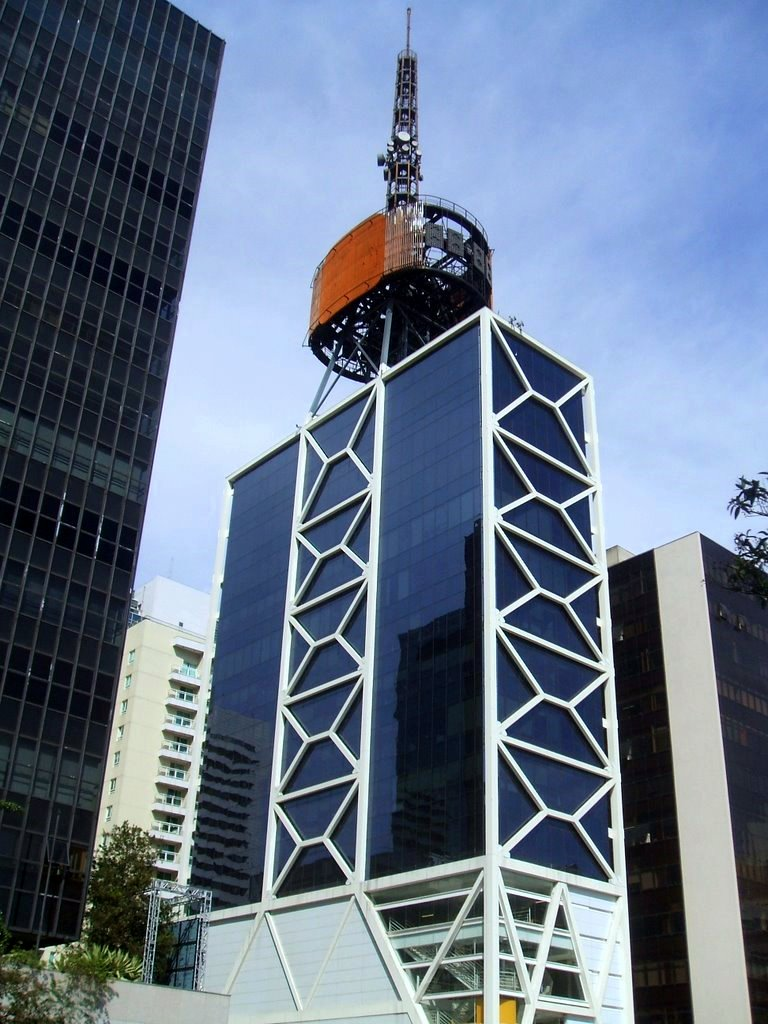
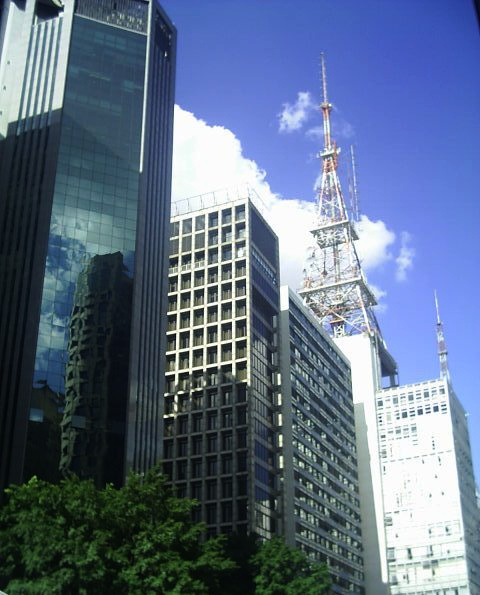